# Omphale

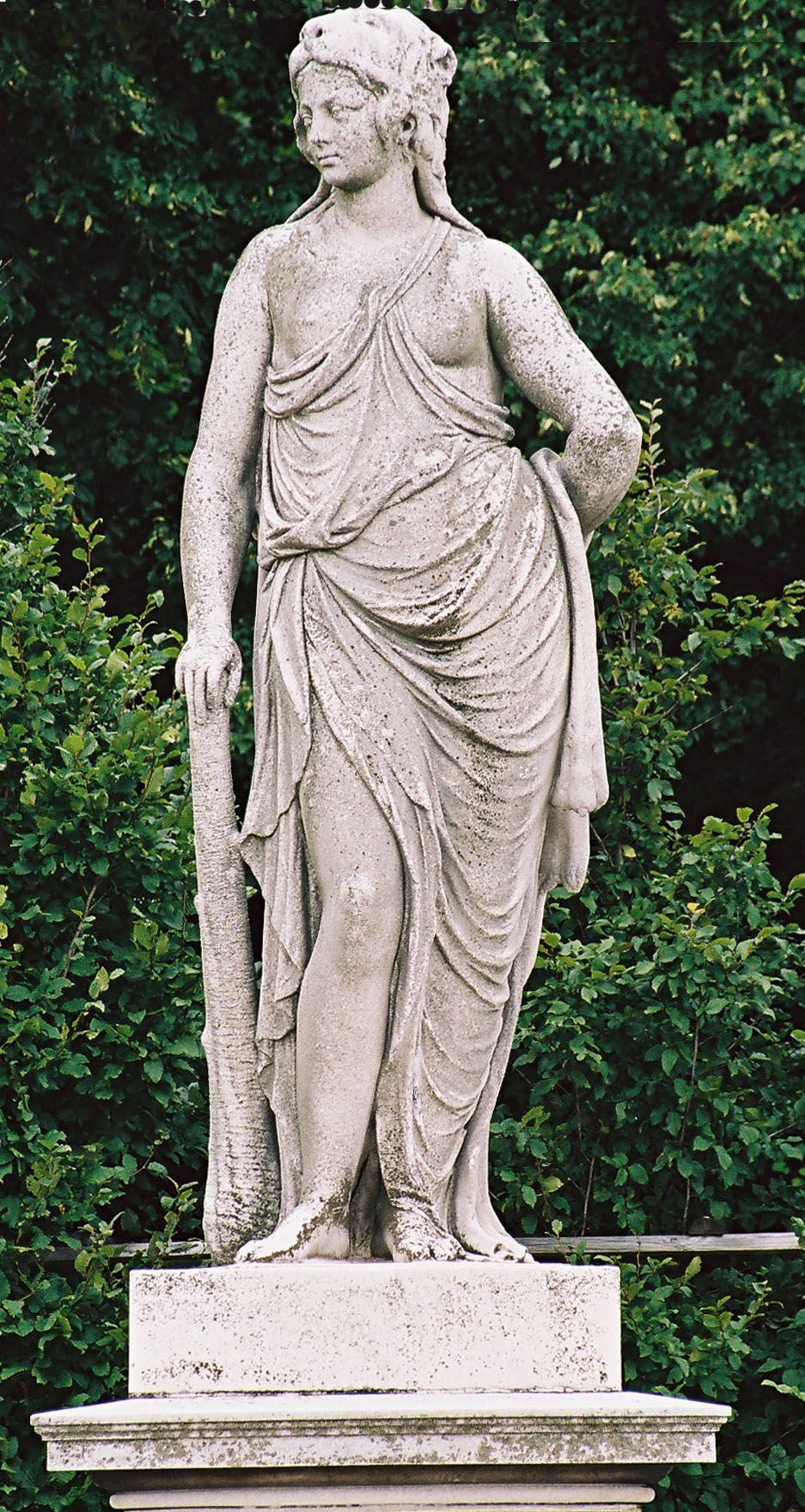
Statue der Omphale im Park des Schlosses Schönbrunn (Wien)

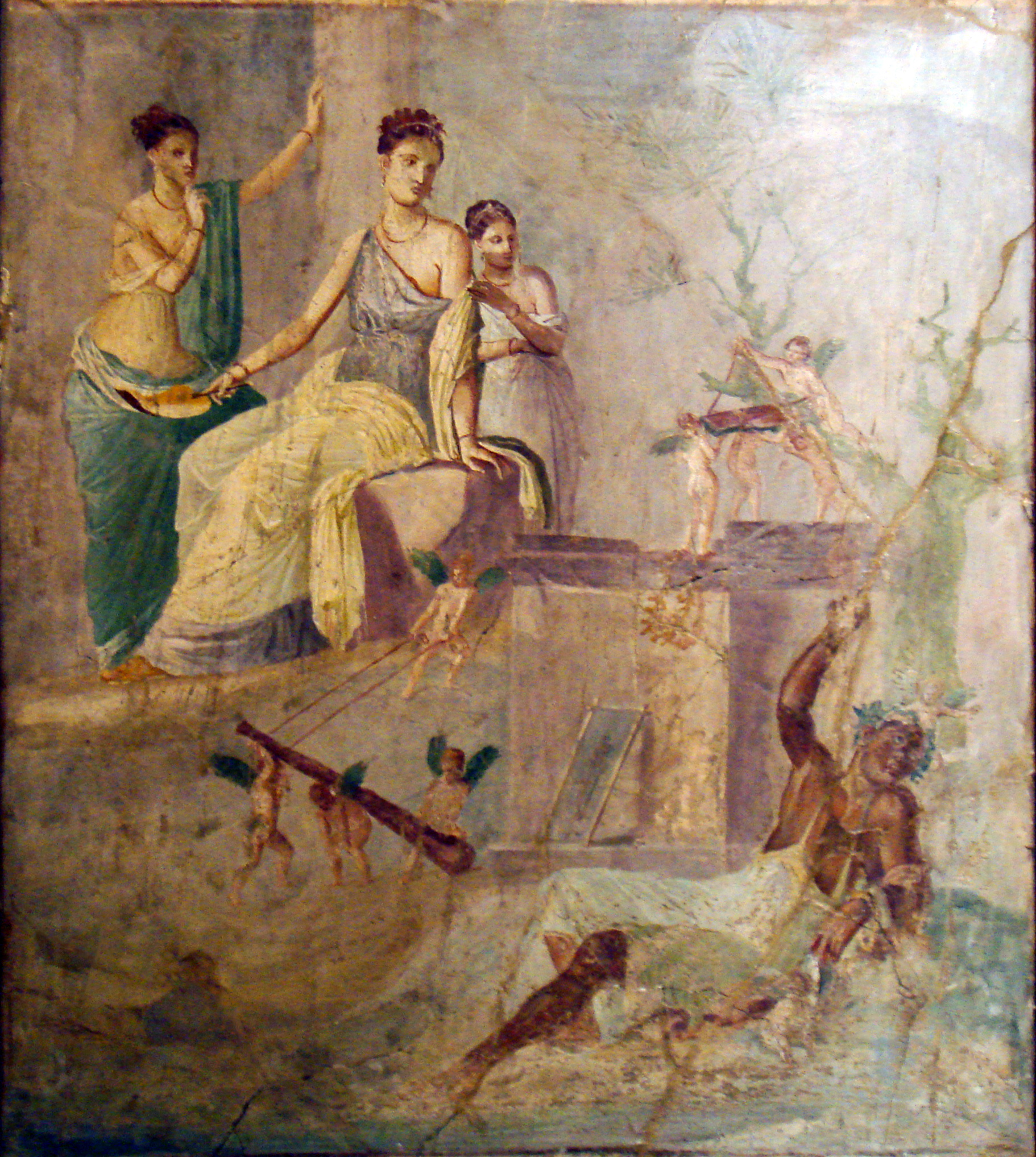
Herakles betrunken und Omphale. Antikes Fresko aus Pompeji.

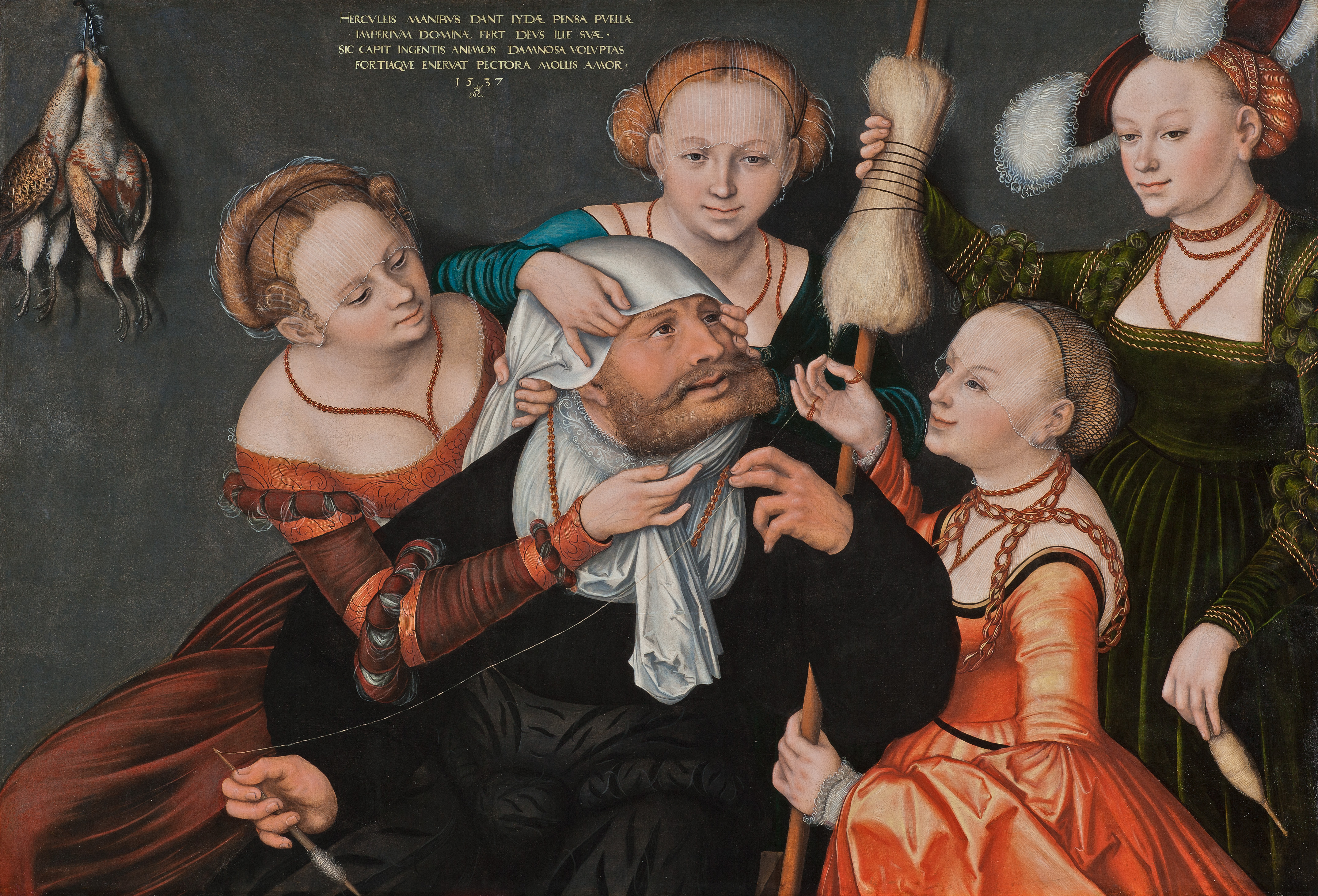
Lucas Cranach der Ältere: Herkules bei Omphale, Herzog Anton Ulrich-Museum Braunschweig

Omphale (altgriechisch Ὀμφάλη Omphálē) ist eine Gestalt der griechischen Mythologie. Sie war die Tochter des Iardanos und als Witwe des Tmolos Königin von Mäonien (Lydien).
Bekannt ist sie im Wesentlichen im Zusammenhang mit Herakles. Dieser musste als Sühne für die Ermordung des Iphitos als Sklave dienen und wurde von Omphale gekauft. Nach manchen Quellen diente er ihr ein Jahr lang, nach anderen drei Jahre. In dieser Zeit bestrafte Herakles Räuber, die das Land seiner Herrin unsicher machten, und verteidigte es gegen einfallende Feinde. Als die Königin erfuhr, wer der Sklave war, heiratete sie ihn. Es werden zwei oder drei Söhne genannt (Lamos, Agelaos, Tyrsenos). In blinder Liebe zu ihr und verweichlicht durch üppiges Leben ließ sich der Heros herab, alles zu tun, was sie verlangte, Frauenkleider anzuziehen, Wolle zu spinnen und andere Frauenarbeit zu verrichten, wogegen sie sein Löwenfell und die Holzkeule trug. Als die Zeit der Strafe vorüber war, erkannte der Held seine Verblendung und verließ Omphale.
Die Grundzüge des Mythos sind schon im 5. Jahrhundert v. Chr. nachgewiesen, nicht unerwartet im Satyrspiel und der Komödie, die Vertauschung der Gewänder allerdings findet sich erst seit dem 1. Jahrhundert v. Chr., vor allem bei den Römern (Ovid, Properz, Seneca). Die naheliegende Verspottung von – angeblich – verweichlichten Männern ist bereits greifbar für Perikles/Aspasia, dann vor allem in der Propaganda des Augustus gegen Marcus Antonius/Kleopatra VII.

## Omphale in der Kunst
- Lucas Cranach der Ältere und Lucas Cranach der Jüngere: Herkules bei Omphale, zahlreiche Darstellungen
- Peter Paul Rubens: Herkules und Omphale (um 1606), Musée du Louvre, Paris
- Bartholomäus Spranger: Herkules bei Omphale (um 1585), Kunsthistorisches Museum, Wien
- Gotthold Ephraim Lessing: Herkules und Omphale. Dialog (um 1778; Erstveröffentlichung 1796)[4]
- Théophile Gautier: Omphale oder Die verliebte Teppichdame, eine Rokoko-Geschichte. Novelle (1834)
- André Destouches: Omphale.
- Camille Saint-Saëns: Le Rouet d’Omphale. (1872)
- Peter Hacks: Omphale. Drama und Libretto für Siegfried Matthus (1969)